# 常溪君
常渓君（じょうけいくん、サンゲグン、상계군、1769年1月21日 - 1786年11月20日）は、李氏朝鮮後期の王族。名は湛（ダム、담）、初名は濬（ジュン、준）。王世子に任命されなかったが、洪国栄によって潜在的な王位継承者に指名されて仮東宮と呼ばれた。まもなく完豊君に封じられた。完豊君の完は王室の故郷である完山（全州に所属した一村里の地名）から取ったものであり、豊は豊山洪氏として洪国栄と元嬪洪氏の故郷から取ったものである。字と号は不詳であり、諡号が授与されたのかどうかも不明である。

## 生涯
恩彦君と妻の常山郡夫人宋氏の長男として生まれた。彼が生まれたときは英祖の統治期間だったが、正祖のほか荘献世子の子に対して、ほとんど関心を持たなかった。
1776年正祖が即位すると、後宮を3人迎える。この中に、洪国栄の妹の元嬪洪氏がいた。しかし、正祖と孝懿王后金氏や側室との間に子供が出来ることはなく、事態を憂慮した洪国栄は恩彦君の息子である李濬を元嬪の養子とし、事態を打開しようとした。養子となった李濬は、完豊君に封じられた。なお、完豊君は王世子に相当する扱いを受け、仮東宮や仮世子と呼ばれた。
養子縁組の過程については、元嬪洪氏の死後に養子縁組をしたという説と、生前に養子縁組をしたという説がある。韓国史学界では元嬪洪氏死後の養子縁組説を多くとる。
1779年に元嬪が死去すると、洪国栄は金鍾秀ら老論清流派によって逆賊と糾弾されて公職から追放された。この追放には、洪国栄に反感を抱いていた老論僻派も加担したとされる。さらに正祖は完豊君の爵位を剥奪し、議政府右議政李徽之の提案で新たに常渓君に封じ、名前を李湛に改名することで事態の幕引きを図った。1786年11月20日、この一件の首謀者とされた洪国栄は漢城府での取調べの後毒薬により処刑された。

### 死亡後
彼の実母の常山郡夫人宋氏と妻の平山郡夫人申氏は後にカトリック教会を信奉し、清の神父の周文謨から洗礼を受けた。1801年、密告により実母の常山郡夫人宋氏と妻の平山郡夫人申氏は毒殺刑となり、実父の恩彦君も連座により毒殺された。その後、1849年に腹違いの甥にあたる哲宗の即位に伴って復権された。

## 家族
- 祖父：荘献世子李愃（1735年 - 1762年）
- 実父：恩彦君李䄄（1754年7月18日 - 1801年7月23日）
- 実母：常山郡夫人宋氏（1753年10月15日 - 1801年4月4日）- 宋楽休の娘
- 義父：正祖
- 義母：元嬪洪氏 - 洪楽春の娘
- 妻：平山郡夫人申氏（1770年6月13日 - 1801年3月17日）- 申瑍の娘
- 庶弟：全渓大院君李㼅 - 実父の恩彦君と妾の全山郡夫人李氏の次男で、哲宗の実父